# Număr deficient
În teoria numerelor, un număr deficient este un număr n care este mai mare decât suma alicotă σ(n) a divizorilor săi sau perfect egal. (Prin contrast, dacă numărul este mai mic decât suma alicotă a divizorilor săi se numește număr abundent).

## Exemple
Primele numere deficiente sunt:
1, 2, 3, 4, 5, 7, 8, 9, 10, 11, 13, 14, 15, 16, 17, 19, 21, 22, 23, 25, 26, 27, 29, 31, 32, 33, 34, 35, 37, 38, 39, 41, 43, 44, 45, 46, 47, 49, 50, 51, 52, 53, 55, 57, 58, 59, 61, 62, 63, 64, 65, 67, 68, 69, 71, 73, 74, 75, 76, 77, 79, 81, 82, 83, 85, 86...
De exemplu, se ia în considerare numărul 21. Divizorii proprii sunt 1, 3 și 7, iar suma lor este 11. Deoarece 11 este mai mic decât 21, numărul 21 este deficient. Deficiența sa este de 32 - 2 × 21 = 10.

## Proprietăți
Numerele prime, puterile numerelor prime și orice divizor al unui număr deficient sau perfect sunt toate numere deficiente.